# Лулео (футбольный клуб)
«Лулео» (швед. Idrottsföreningen Kamraterna Luleå) — шведский футбольный клуб из одноимённого города, основанный в 1900 году.
В настоящий время выступает в Дивизионе 1 — третьем по силе дивизионе Швеции. Домашние матчи проводит на стадионе «Скугсваллен», вмещающем 5 000 зрителей. В высшем дивизионе чемпионата Швеции «Лулео» за свою историю провёл лишь один сезон — в 1971 году он занял последнее, четырнадцатое, место в итоговой таблице чемпионата. В кубке Швеции лучшим достижением клуба является выход в полуфинал, чего он добивался дважды: в сезонах 1991 и 1993/94. В начале 90-х годов XX века за «Лулео» играл ряд известных российских футболистов.

## Известные игроки и воспитанники
- Владимир Галайба
- Александр Гицелов
- Олег Животников
- Валерий Петраков
- Пётр Седунов
- Рушан Хасанов

## Известные тренеры
- Леннарт Самуельссон